# Nick Ut

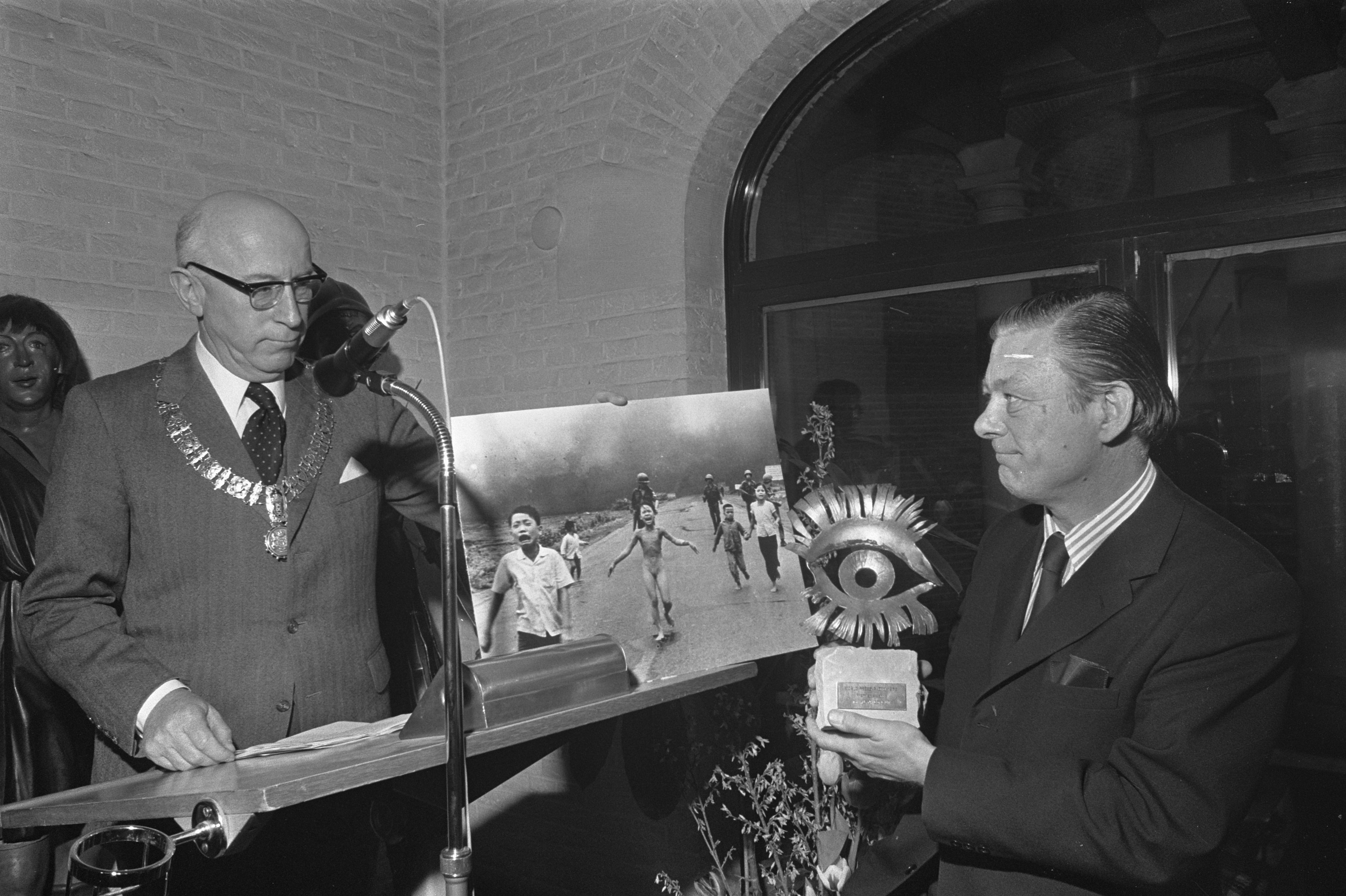
Peter Gail, zástupce AP, přebírá cenu Golden Eye jménem Nicka Ut od Iva Samkaldena, starosty Amsterdamu, Amsterdams Historisch Museum, 4. dubna 1973

Huỳnh Công Út známý jako Nick Ut, (* 29. března 1951) je vietnamsko-americký fotograf pracující pro agenturu Associated Press (AP) z Los Angeles, Kalifornie. Jeho nejznámější fotografií je snímek Phan Thị Kim Phúc, kterou zachytil jako nahou 9letou dívku popálenou napalmem běžící směrem k fotoaparátu po silnici u vesnice Trang Bang v průběhu vietnamské války. Snímek získal v témže roce cenu World Press Photo a o rok později také Pulitzerovu cenu. Druhou jeho známou fotografií je plačící Paris Hiltonová sedící v policejním autě.

## Životopis
Narodil se v provincii Long An ve Francouzské Indočíně a pro Associated Press začal fotografovat, když mu bylo 16 let, krátce poté, co byl ve Vietnamu zabit jeho starší bratr Huynh Thanh My pracující také pro agenturu AP. Ut sám byl ve válce zraněn třikrát. Od té doby pracoval pro Associated Press v Tokiu, Jižní Koreji a Hanoi a stále udržuje kontakt s Kim Phúcovou, která v současnosti (2011) žije v Kanadě.
Před odevzdáním filmu s fotografií Kim do redakce, ji odvezl do nemocnice. Zveřejnění snímku se zdrželo kvůli debatě předsednictva AP o možnosti publikování nahé dívky na veřejnosti. Absolutně zamítavá stanoviska byla nejdříve především kvůli zobrazení nahé dívky zepředu.

## Dívka z Trang Bang
Snímek Dívka z Trang Bang pořídil autor 8. června 1972 na silnici u vesnice Trang Bang, asi 40 km severozápadně od Saigonu. Fotograf Ut pracoval tehdy jako součást americké armády, se kterou se na frontě pohyboval – Spojené státy se podílely na vietnamské válce s cílem zabránit šíření komunismu. Snímek byl určen americké veřejnosti, která účast své armády ve Vietnamu kritizovala stále více. Oblétla celý svět a často byla publikována s různými ořezy.
Několik svědků dosvědčilo, že američtí vojáci tehdy bojovali za vesnicí proti příslušníkům severovietnamských jednotek. Napalmová bomba byla svržena na vesnici omylem a navíc leteckými silami Jižního Vietnamu.
Fotografie se stala symbolem hrůz a neštěstí války, ve které trpí civilní obyvatelstvo a děti, a vyvolala hluboké procitnutí amerického veřejnoprávního mínění. Snímek také demonstruje význam válečných reportérů, kteří utvářejí vizuální paměť konfliktu.
Fotografie byla součástí výstavy Kontroverze; Právní a etická historie fotografie;, kterou připravilo Musée de l’Elysée a proběhla na podzim 2011 v Galerii Rudolfinum, Praha.

### Spojení s Nixonem
Audio nahrávka s prezidentem Richardem Nixonem během jeho rozhovoru s náčelníkem štábu H. R. Haldemanem vyplývá, že Nixon pochyboval o pravdivosti fotografie a přemítal, jestli nemůže být „zfixlovaná“. V souvislosti s vydáním toho audiozáznamu Nick Ut komentoval:
| „         | I když se nakonec stal jedním z nejpamátnějších snímků dvacátého století, prezident Nixon o pravosti mých fotografií zapochyboval, když je viděl 12. června 1972 v novinách... Obraz pro mě a nepochybně pro mnoho dalších nemohl být reálnější. Fotka byla stejně autentická jako vietnamská válka samotná. Hrůzy války ve Vietnamu jsem zachytával, nemusel jsem je fixlovat. Vyděšená holčička je stále naživu a stala se výmluvným svědectvím o pravosti této fotografie. Ten moment před třiceti lety Kim Phuc a já nikdy nezapomeneme. Ultimátně změnil naše životy. | “ |
| — Nick Ut | |   |

## Rodina a pozdnější kariéra
Ut je občanem Spojených států, je ženatý a má dvě děti. Žije v Los Angeles a zůstává fotografem AP. Jeho fotografie plačící Paris Hiltonové na zadním sedadle v losangeleském šerifově autě pořízené dne 8. června 2007, byly zveřejněny po celém světě. Nicméně, Ut fotografoval Hiltonovou současně s fotografem Karlem Larsenem. Objevily se dvě fotografie a právě ta slavnější fotografie Hiltonové byla připočítána Utovi, přestože ji pořídil Larsen.

## Ceny a ocenění
- 2012 – Prix Leica Hall of Fame